# フランツ・ダイナマイト
フランツ・ダイナマイト（1984年1月25日 - ）は、オーストリア出身のプロレスラー。身長188センチメートル、体重106キログラム。

## 来歴
2010年にオーストリアでデビュー。2012年、全日本プロレスの世界最強タッグ決定リーグ戦にバンビキラーからパートナーとして指名され、参戦を果たす。これが初来日となる。